# Policzyński

Herb

Policzyński – polski herb szlachecki, odmiana herbu Leliwa.

## Opis herbu
W polu błękitnym półksiężyc złoty, nad którym takaż gwiazda. W koronie pół niedźwiedzia trzymającego w łapie krzyż kawalerski.

## Najwcześniejsze wzmianki
Podług Uruskiego odmiana przysługiwała Policzyńskim w woj. płockim. Wspomina on Franciszka Policzyńskiego w roku 1780.

## Herbowni
Policzyński.